# اسلام در لیختن‌اشتاین
با توجه به آمار سال ۲۰۰۹ مرکز تحقیقات پیو حدود ۲۰۰۰ نفر مسلمان در لیختن اشتاین سکونت می‌کنند که حدود ۴٫۸ درصد از کل جمعیت کشور را تشکیل می‌دهند. «جنبش احمدیه اسلام در سوئیس و لیختن اشتاین» مرکز رسمی مسلمانان این کشور می‌باشد.